# 馒头营乡
馒头营乡，是中华人民共和国河北省张家口张北县下辖的一个乡镇级行政单位。元中都遗址位于馒头营乡白城子村。

## 行政区划
馒头营乡下辖以下地区：
大羊庄村、南大井村、琵琶咀村、大西沟村、西后滩村、沟门口村、庙脚底村、二圪塄村、豆腐窑村、黑麻胡村、馒头营村、郑油坊村、胡家坊村、王簸箕沟村、大梁庄村、东壕堑村、二正洼村、张汉营村、白城子村、白沙淖村、李森林村、新地湾村和淖沿子村。